# Свети Георги (Каменец Подолски)
„Свети Георги Победоносец“ (на украински: Георгіївський собор) е православен храм на Каменецката и Городокска епархия на Православната църква на Украйна, архитектурен паметник с национално значение. „Свети Георги“ е построена в периода от 1851 до 1861 г. до старата дървена църква, която по-късно е демонтирана, а на нейно място е издигнат каменен паметник с кръст.
През 1851 – 1854 г. строителството се извършва под надзора на епархийския архитект Антон Островски, а от 1854 до 1861 г. в строителството участват архитектите Николай Кулаковски и Николай Корчевски.
Сградата има пет купола, с една полукръгла апсида и три преддверия (северно, южно и западно). По план сградата представлява осемконечен кръст. Фасадите са декорирани в стила на руската архитектура от 17 век, с използване на фронтонни окончания, кокошници (вид типичен архитектурен елемент), полуколони с арки върху профилирани импости. Високите покриви, украсени с люкарни, придават елегантен вид на църквата, която се превръща в архитектурната доминанта на едно- и двуетажните жилищни сгради в града.
През 1863 г., западно от църквата, е завършена каменна камбанария. На приземния ѝ етаж има две жилищни помещения, на третия етаж – шест камбани. През 1877 г. е сложен нов иконостас, чиито икони са изрисувани от академика по византийската живопис Василиев. През същата година е поставен дъбов под. През 1884 г. стените и куполите са изрисувани от неизвестен автор. През 1911 г. художникът Д. Жудин рисува олтара и предолтарната част. Декорацията на фасадите е направена в съответствие с архитектурния декор на църквата.
През 1935 г. част от църквата е иззета от православната общност и предоставена от властите на Должокския спиртен завод. От 1936 г. църквата частично е използвана за съхранение на зърно, по-късно – като склад за сол. В периода 1983 – 1990 г. в църквата се намира планетариум.
През октомври 1990 г. градският съвет предава сградата на Украинската православна църква на Московската патриаршия. След връщането на църквата при вярващите, таванът, оформящ втория етаж, е премахнат, сложен е иконостас и нови картини в интериора.